# Hapithoides insolitum
Hapithoides insolitum är en insektsart som beskrevs av Morgan Hebard 1928. Hapithoides insolitum ingår i släktet Hapithoides och familjen syrsor. Inga underarter finns listade i Catalogue of Life.